# 安達正勝
安達 正勝（あだち まさかつ、1944年4月6日 - ）は、フランス文学者。岩手県盛岡市生まれ。

## 略歴
東京大学仏文科卒業、同大学院修士課程修了。フランス政府給費留学生として渡仏、パリ大学（第8）博士課程中退。各大学非常勤講師をしつつ、フランスの伝記的読物を執筆している。

## 著書
- 『暗殺の天使 シャルロット・コルデの生涯』三省堂選書 1983 
  - 『マラーを殺した女』 中公文庫 1996
- 『フランス革命と四人の女』新潮選書 1986
- 『ジョゼフィーヌ 革命が生んだ皇后』白水社 1989
- 『二十世紀を変えた女たち キュリー夫人・シャネル・ボーヴォワール・シモーヌ・ヴェイユ』白水社 2000
- 『ナポレオンを創った女たち』集英社新書 2001
- 『死刑執行人サンソン 国王ルイ十六世の首を刎ねた男』集英社新書 2003
- 『フランス反骨変人列伝』集英社新書 2006
- 『物語フランス革命』中公新書 2008
- 『図解雑学 フランス革命―ヴェルサイユ落日からナポレオン配流まで』ナツメ社 2010。編著
- 『フランス革命の志士たち　革命家とは何者か』筑摩選書 2012
- 『マリー・アントワネット　フランス革命と対決した王妃』中公新書 2014

## 翻訳
- ベルナール・ピヴォー編『理想の図書館』パピルス 1990。訳者の一員
- ロジェ・デュフレス『ナポレオンの生涯』白水社・文庫クセジュ、2004
- バルザック『三つの恋の物語』国書刊行会、2019。木原敏江画
- オノレ・ド・バルザック『サンソン回想録　フランス革命を生きた死刑執行人の物語』国書刊行会、2020

## 参考
- 文藝年鑑2011
- 「フランス革命の志士たち」の著者紹介